# Jean Lenoir (compositor)
Jean Lenoir foi um compositor e letrista francês, nascido em 26 de fevereiro de 1891 em Paris e morto em 19 de janeiro de 1976 em Suresnes, em Altos do Sena.

## Biografia
Nascido é Jean Bernard Daniel Neuburger, é filho do banqueiro Gustave Neuburger e Hortense-Marie Schwartz. Estudou composição com Louis Vierne antes de se destacar no repertório da canção francesa, como compositor e letrista, a partir da década de 1920. Suas duas canções mais conhecidas são Parlez-moi d'amour (1930), criada por Lucienne Boyer, e Voulez-vous danser grand-mère? (1946), criada por Lina Margy.
No cinema, colaborou em quarenta e oito filmes franceses, entre 1930 e 1949, como compositor de música cinematográfica independente ou cantor e compositor. Em particular, teve contribuição no único filme francês de Fritz Lang, Liliom (1934).

### Vida privada
Jean Lenoir foi casado duas vezes:
- com Octavie Richau, casado em 20 de maio de 1915 em Paris, no 11e Arrondissement, e de quem se divorciou em 25 de janeiro de 1951;[3]
- com Alice Papazian, esposada em 19 de julho de 1951 em Nogent-sur-Marne.

## Músicas
- 1918: Quand il joue d'l'accordéon (chanson réaliste),[4] letra de Philippe Febvre e Camille Albert Bijouard, música de Jean Lenoir, criada por Mme Turey e interpretada, entre outros, por Simone Max e Fréhel em 1927.
- 1920: Bateaux parisiens, letra de Paul Marinier e J. Lenoir, música de Paul Marinier, criada por Félix Mayol.
- 1924: Pars, letra e música de J. Lenoir, criada por Georgel.
- 1925: Comme un moineau, letra de Marc Hély, música de J. Lenoir, criação de Fréhel.
- 1926:
  - Tu m'as possédée par surprise, letra de Marcel Bertal e Louis Maubon, música de J. Lenoir, criada por Gaby Montbreuse.
  - Les Fleurs du passé, letra de Philippe Fèbvre, música de J. Lenoir, criação de Nicolas Amato.
- 1927: Comme une fleur, letra e música de J. Lenoir, criada por Fréhel e regravada em 1929 por Mistinguett.
- 1929:
  - Attends, letra de Jacques Charles, música de J. Lenoir, criada por Lucienne Boyer.
  - Un flirt... et puis c'est tout et Faisons des concessions, letra de Georgius, música de J. Lenoir, criada pelo primeiro.
- 1930:
  - Parlez-moi d'amour, letra e música de Lenoir, criada por Lucienne Boyer.
  - On l'appelait Fleur-des-Fortifs et Ah! Quelle vie qu'on vit!, letra de Georgius, música de J. Lenoir, criada pelo primeiro.
  - Le Train du rêve, letra de Aubret, música de J. Lenoir, criada por Polaire.
  - Le Premier Voyage, letra e música de Lenoir, criada por Polaire.
- 1933:
  - Tout ça n'arrive qu'à moi, música de J. Lenoir, letra de Albert Willemetz, criada por Mistinguett, durante a revista Folies en folie.
  - As-tu déclaré tes revenus?, letra de Charles-Louis Pothier, música de J. Lenoir, criada por Georges Milton.
- 1935: C'est une petite étoile, letra de Saint-Granier, música de J. Lenoir, criação de Jeanne Aubert.
- 1946: Voulez-vous danser grand-mère?, letra de J. Lenoir, música de Raymond Baltel e Alex Padou, criada por Lina Margy.

## Filmografia
- 1930: Tu m'oublieras d'Henri Diamant-Berger
- 1930: Paris la nuit d'Henri Diamant-Berger
- 1931: Sola d'Henri Diamant-Berger
- 1931: Ma tante d'Honfleur de D. B. Maurice
- 1931: Les Quatre Vagabonds de Lupu Pick
- 1931: Tout s'arrange d'Henri Diamant-Berger
- 1931: Général à vos ordres de Maurice Diamant-Berger (curta-metragem)
- 1931: Tante Aurélie d'Henri Diamant-Berger
- 1932: Pomme d'amour de Jean Dréville
- 1932: L'Enfant du miracle de D.B. Maurice
- 1932: Clair de lune d'Henri Diamant-Berger
- 1932: La Bonne Aventure d'Henri Diamant-Berger
- 1932: Chassé-croisé de Maurice Diamant-Berger (curta-metragem)
- 1932: La Terreur de la pampa de Maurice Cammage (curta-metragem)
- 1932-33: Les Trois Mousquetaires d'Henri Diamant-Berger
- 1933: Le Rayon des amours d'Edmond T. Gréville
- 1933: Miquette et sa mère d'Henri Rollan, D. B. Maurice e Henri Diamant-Berger
- 1933: Trois Balles dans la peau de Roger Lion
- 1933: L'Argent par les fenêtres d'Henri Diamant-Berger
- 1933: Jeux de massacre d'Henri Diamant-Berger
- 1934: Liliom de Fritz Lang
- 1934: L'Or dans la rue de Curtis Bernhardt
- 1934: Cessez le feu de Jacques de Baroncelli
- 1934: La crise est finie de Robert Siodmak
- 1935: Quelle drôle de gosse de Léo Joannon
- 1935: Amants et Voleurs de Raymond Bernard
- 1935: La Grande vie d'Henri Diamant-Berger (curta-metragem)
- 1935: Parlez-moi d'amour de René Guissart
- 1935: Veille d'armes de Marcel L'Herbier
- 1935: Baccara d'Yves Mirande
- 1935: Deuxième Bureau de Pierre Billon
- 1936: La Reine des resquilleurs de Max Glass et Marco de Gastyne
- 1936: Les Loups entre eux de Léon Mathot
- 1936: Cœur de gueux de Jean Epstein
- 1936: La Brigade en jupons de Jean de Limur
- 1937: L'Homme à abattre de Léon Mathot
- 1937: Enfants de Paris ou Jeunes filles devant l'amour de Gaston Roudès
- 1937: Arsène Lupin détective d'Henri Diamant-Berger
- 1937: Double crime sur la ligne Maginot de Félix Gandéra
- 1937: L'Ange du foyer de Léon Mathot
- 1937: La Tour de Nesle de Gaston Roudès
- 1937: La Fessée de Pierre Caron
- 1937: Aloha, le chant des îles de Léon Mathot
- 1938: Le Joueur d'échecs de Jean Dréville
- 1938: Prisons de femmes de Roger Richebé
- 1938: Le Capitaine Benoît de Maurice de Canonge
- 1939: La Tradition de minuit de Roger Richebé
- 1939: Le monde tremblera ou La Révolte des vivants de Richard Pottier
- 1940: Face au destin d'Henri Fescourt
- 1940: Le Café du port de Jean Choux
- 1940: Le Collier de chanvre de Léon Mathot
- 1941: Moulin Rouge d'André Hugon
- 1945: Dorothée cherche l'amour d'Edmond T. Gréville
- 1946: Nuits d'alerte de Léon Mathot
- 1948: Au pays des grands pâturages de Jean Perdrix
- 1949: La Maternelle d'Henri Diamant-Berger